# Russula praetervisa
Russula praetervisa är en svampart som beskrevs av Sarnari 1998. Russula praetervisa ingår i släktet kremlor och familjen kremlor och riskor.   Inga underarter finns listade i Catalogue of Life.